# Драгиша Цветкович
Драгиша Цветкович е югославски политик, министър-председател на Югославия, който подписва Тристранния пакт, вкарвайки Югославия на страната на силите на Оста. Преди да стане министър-председател на Кралство Югославия, Драгиша Цветкович е 3 пъти кмет на Ниш.

## Биография
Драгиша Цветкович е роден в Ниш.
В годините на първата Югославия, Драгиша Цветкович се изявява като политик който е в крак с времето. Обявява се за решаване на социалните проблеми в бедна и изостанала Югославия, като предлага законодателна регламентация за фиксирано минимално възнаграждение за работниците, колективни трудови договори, намаление на митата, държавна защита и закрила за земеделските производители. Той се изявява също така като остър критик на работодателите, иска намаляване на работното време, ограничено участие в производствения процес на детския труд и защита и закрила за хората с увреждания посредством формиране на пазар на труда за инвалидите. Драгиша Цветкович с пълно основание може да се нарече социален политик.
След въвеждане на монархическата Шестоянуарска диктатура от крал Александър I Караджорджевич, остава без ресор като министър на вероизповеданията в дотогавашното правителство. Обявява се срещу диктатурата, в защита на потъпканите от югославския крал демократични права и свободи на гражданите. След Марсилския атентат участва в създаването на Югославската радикална партия, като своеобразен наследник на Народната радикална партия на Никола Пашич и Светозар Маркович от 19 и началото на 20 век. Парламентарните избори през 1935 година за югославска скупщина, са спечелени убедително от Югославската радикална партия, следствие на което в периода 1935 - 1939 Драгиша Цветкович заема различни министерски постове в кабинетите на Милан Стоядинович.
През 1936 година, Драгиша Цветкович заедно с Михо Креко основава Югославски трудов профсъюз (JUGORAS). Драгиша Цветкович е избран за пръв ръководител на профсъюза, а Милан Стоядинович за председател. Целта на новата профсъюзна структура по националсоциалистически образец е подобряване на социалния климат и отношения между работници и работодатели в Кралство Югославия, включително неутрализиране на болшевишкото влияние сред работниците и селяните.

## Споразумение Цветкович-Мачек
В навечерието на Втората световна война, Драгиша Цветкович се опитва да спаси Югославия от катаклизъм. За целта участва в свалянето на кабинета на Милан Стоядинович, и сключвайки стратегически съюз с хърватските сепаратисти, успява да състави правителство с хърватска подкрепа. Цената е сключването на споразумение за федерализация на Кралство Югославия през есента на 1939 година, станало известно като споразумението Цветкович-Мачек, по името на сръбския и хърватски политик подписали този договор-съглашение. По силата на споразумението се създава Хърватска бановина.

## Югославия в тристранния пакт
На 13 февруари 1941 година Драгиша Цветкович в качеството си на премиер-министър на Кралство Югославия, заедно с министъра на външните работи на кралството Александър Цинцар-Маркович, е на официално посещение в Германия. Югославските ръководители получават настойчива покана от Йоаким фон Рибентроп и Адолф Хитлер Югославия да се присъедини към силите на Оста. Драгиша отговаря, че не са овластени за подобна външнополитическа стъпка. В крайна сметка на 25 март 1941 (Царство България подписва Тристранния пакт на 1 март 1941), и Кралство Югославия се присъединява към Стоманения пакт. Подписите под документа, след решение на Коронния кралския съвет, са положени от Драгиша Цветкович и Александър Цинцар-Маркович в двореца "Белведере" във Виена, т.е. на същото място където близо месец по-рано българския министър-председател Богдан Филов слага подписа си за присъединяване на България към Тристранния пакт.

## Военния преврат и Втората световна война
Споразумението с хърватите за федерализация на Кралство Югославия и включването на страната към Тройния пакт идват в повече на сръбските националисти. На 27 март 1941 година, военните начело с генерал Душан Симович извършват държавен преврат и Драгиша Цветкович набързо е хвърлен в затвора. След прогласянето на крал Петър II за пълнолетен и съответно за нов държавен глава (Кралство Югославия оттегля подписа си от Тристранния пакт), Драгиша Цветкович е пуснат на свобода, но той се оттегля от политиката в Нишка баня. След катастрофата на държавата с Ауфмарш 25, Драгиша Цветкович отказва да подпише капитулацията на Югославия, както и да оглави отново окупирана Сърбия.
С напредването на Червената армия на Източния фронт през лятото на 1944, предусещайки каква ще е развръзката във войната, бяга на 4 септември 1944 през Царство България в Турция. От Истанбул се мести в Рим, а оттам в Париж.

## Следвоенни години
Остатъка от живота си Драгиша Цветкович прекарва във Франция. В социалистическа Югославия, Драгиша Цветкович е обявен за национален предател, въпреки че никога не е съден.